# Японката (статуя)
„Японката“ е паметник в центъра на град Казанлък.

## Авторски колектив
Статуята е изработена по проект на Доко Доков, почетен гражданин на Казанлък. Изпълнена е в продължение на три месеца от скулптора Ваньо Колев и скулптора-леяр Николай Фитков. Консултант на проекта е проф. Величко Минеков. Изработката и поставянето е със средства, набрани с дарителска кампания, организирана от Община Казанлък, набрала над 38 хиляди лева.
Статуята е открита на 5 юни 2015 г. в първия празничен ден от 112-ия Празник на розата в Казанлък.

## История
В наши дни Празникът на розата представлява особен интерес за японците, като за събитието идват близо 500 туриста. Казанлък е побратемен с японски град Фукуяма, израз на което е и открита статуя наречена „Японката“ на улица „Искра“ срещу кино „Искра“, непосредствено до центъра на града, през 2015 г.. От 2014 г., в Япония 2 юни е обявен за Ден на розата. Датата се произнася „ро дзу“, което наподобява името на цветния храст.

## Символика
Като стил „Японката“ наподобява емблематичната творба на Доко Доков, превърнала се в един от символите на Казанлък – „Тракийката", която се намира в съседство. Статуята на японско момиче символизира приятелството между българския и японския народ. Приживе Доков, презентирайки своето творение, заявява че „това е един почит и признание към японската нация“.